# Conferencia Americana
La Conferencia Americana de Fútbol (AFC por sus siglas en inglés: American Football Conference) es una de las dos conferencias de la National Football League (NFL).

## Historia
La AFC fue creada después de la fusión con la American Football League (AFL) en 1970. Los equipos de la NFL Cleveland Browns, Pittsburgh Steelers, y los entonces Baltimore Colts se unieron a la nueva AFC con 10 antiguos equipos de la AFL. Mientras que los demás equipos de la NFL formaron parte de la Conferencia Nacional (NFC por sus siglas en inglés). Inicialmente esta reorganización fue impopular en esas ciudades.
Los fanes de la AFL estaban también molestos por la fusión puesto que la AFL cedió su nombre y logotipo a la NFL, su antiguo y odiado rival. También la fusión dio lugar a un nuevo logotipo de la AFC que tenía algunos elementos del antiguo logo de la AFL, era la "A" y sus 6 estrellas alrededor. El logo de la AFC no ha cambiado desde 1970. No se debe porqué el logo de la AFL era la "A" azul y el de la AFC la "A", pero roja.

## Equipos
Desde la fusión 5 equipos de expansión se unieron a la AFC y dos la dejaron. Esto deja el total actual de 16 equipos. Cuando los Seattle Seahawks y los Tampa Bay Buccaneers se unieron a la liga en 1976, fueron temporalmente ubicados en la NFC y AFC respectivamente. Esta ubicación solo duró una temporada, después los equipos cambiaron de conferencia y los Seahawks finalmente regresaron a la NFC por el realineamiento de la liga en 2002. El equipo de expansión Jacksonville Jaguars se unió a la AFC en 1995.
Durante la controversia por la reubicación de los Cleveland Browns, una nueva franquicia de la AFC llamada Baltimore Ravens fue oficialmente establecida en 1996 y los Browns esperaron hasta 1999 para ser "reactivados".
Cuando los Oilers dejaron Houston en 1997, una situación similar a la de Browns/Ravens hizo que la franquicia cambiara de nombre. Cuando el dueño de los Oilers Bud Adams cambió el nombre de su equipo a los Tennessee Titans en 1999, específicamente precluyó que ningún equipo de la NFL volviera a usar nunca el nombre "Oilers" de nuevo. Como resultado de ello, cuando la liga puso un nuevo equipo de expansión en Houston en 2002, fue llamado los Houston Texans.

## La temporada
Los actuales 16 equipos están organizados en cuatro divisiones de cuatro equipos cada una: AFC Norte, AFC Este, AFC Oeste y AFC Sur. Cada equipo juega con los equipos de su división en partidos de ida y vuelta asignados según sorteo previo para cada temporada. Dos de esos juegos son sorteados según la posición de la temporada anterior.
Los otros ocho partidos son sorteados entre dos de las otras divisiones de la NFL; esa asignación cambia cada año. En la temporada 2006, cada equipo de la AFC Este jugará un partido contra cada equipo de la AFC Sur y la NFC Norte. En esta forma la competencia se divide con oponentes comunes a excepción de dos juegos asignados según la mejor posición en la temporada anterior. La NFC opera con el mismo sistema.
Al final de cada temporada, se juegan los playoffs con los 6 mejores equipos en la AFC (los cuatro campeones divisionales y los dos mejores equipos que no hayan sido campeones ("comodines") por rendimiento). Los dos mejores equipos juegan el Campeonato de la AFC. El vencedor obtiene el trofeo Lamar Hunt. El campeón de la AFC juega con el campeón de la NFC en el Super Bowl o Supertazón.

## Divisiones
| Divisiones de la Conferencia Americana | Divisiones de la Conferencia Americana | Divisiones de la Conferencia Americana | Divisiones de la Conferencia Americana |
| Este                                   | Norte                                  | Sur                                    | Oeste                                  |
| -------------------------------------- | -------------------------------------- | -------------------------------------- | -------------------------------------- |
| Buffalo Bills                          | Baltimore Ravens                       | Houston Texans                         | Denver Broncos                         |
| Miami Dolphins                         | Cincinnati Bengals                     | Indianapolis Colts                     | Kansas City Chiefs                     |
| New England Patriots                   | Cleveland Browns                       | Jacksonville Jaguars                   | Las Vegas Raiders                      |
| New York Jets                          | Pittsburgh Steelers                    | Tennessee Titans                       | Los Angeles Chargers                   |